# Longipalpus quadriguttatus
Longipalpus quadriguttatus är en skalbaggsart som först beskrevs av Heller 1924.  Longipalpus quadriguttatus ingår i släktet Longipalpus och familjen långhorningar. Inga underarter finns listade i Catalogue of Life.